# Krzysztof Szpilman
Krzysztof Władysław Antoni Szpilman, ang. Christopher W.A. Szpilman, jap. クリストファー・W・A・スピルマン (ur. 4 maja 1951 w Warszawie) – polski historyk, profesor nowożytnej historii Japonii na Uniwersytecie Teikyo w Tokio, syn Władysława Szpilmana i Haliny Szpilman.

## Życiorys
Absolwent VI Liceum Ogólnokształcącego im. Tadeusza Reytana w Warszawie (1969). W 1969 roku wyjechał z Polski do Wielkiej Brytanii, gdzie studiował w University of Leeds (1970–1973) i uzyskał stopień Bachelor of Arts, specjalizując się w filozofii rosyjskiej (1973). W latach 1978–1980 studiował w Szkole Studiów Orientalnych i Afrykańskich Uniwersytetu Londyńskiego (SOAS) i uzyskał stopień Bachelor of Arts w zakresie języka japońskiego (1980, dyplom z wyróżnieniem). W latach 1982–1993 studiował na Uniwersytecie Yale w Stanach Zjednoczonych, gdzie uzyskał tytuły zawodowe Master of Arts w zakresie East Asian Studies (1984) i historii (1985), a następnie stopień naukowy Master of Philosophy w zakresie historii (1985) oraz stopień doktora w zakresie nowożytnej historii Japonii (1993). W 1994 roku zawarł związek małżeński z japońską historyczką Chitose Satō.
W latach 1991–2004 pracował kolejno w Old Dominion University (1991–1993), na Uniwersytecie Yale (1993–1994), na Uniwersytecie Tokijskim (1996–1998), na Uniwersytecie Takushoku (1997–2003) i na Uniwersytecie Harvarda (2003–2004). W latach 2005–2015 profesor nowożytnej historii Japonii na Uniwersytecie Kyushu Sangyo. W latach 2016–2017 wykładał jako „Visiting Fellow” na Uniwersytecie Sophia w Tokio. Od 2017 profesor nowożytnej historii Japonii Uniwersytetu Teiyko. Autor publikacji naukowych w językach japońskim i angielskim. Specjalizuje się w historii współczesnej japońskiej myśli politycznej, w szczególności prawicowej i konserwatywnej, w tym ideologii panazjanizmu.
Opublikował w języku japońskim wspomnienia zatytułowane Zegarki Szpilmana (jap. シュピルマンの時計 [Shupiruman-no tokei], Tokio 2003). Przełożył z języka japońskiego na język polski Niesamowite opowieści z Chin Ryūnosuke Akutagawy i Atsushi Nakajimy (Wrocław 2014) oraz Opowiadania japońskie tych samych autorów (Wrocław 2019).
Posiada czarny pas w judo.